# Copa de la WE League 2022-23
La Copa de la WE League 2022-23 fue la primera edición de esta copa oficial de fútbol femenino japonesa. El torneo se llevó a cabo entre el 20 de agosto y el 1 de octubre de 2022.

## Formato
El torneo fue disputado por los once clubes participantes de la WE League divididos en dos grupos de seis y cinco equipos. Cada equipo jugó un partido contra cada integrante de su grupo. Los dos primeros de cada grupo clasificaron a la final por el título.
|                | Ronda | Fecha                       |
| -------------- | ----- | --------------------------- |
| Fase de grupos | 1     | 20–21 de agosto de 2022     |
| Fase de grupos | 2     | 27–28 de agosto de 2022     |
| Fase de grupos | 3     | 3–4 de septiembre de 2022   |
| Fase de grupos | 4     | 10–11 de septiembre de 2022 |
| Fase de grupos | 5     | 17–19 de septiembre de 2022 |
| Fase de grupos | 6     | 24–25 de septiembre de 2022 |
| Final          | Final | 1 de octubre de 2022        |

## Fase de grupos

### Grupo A
|                     | Equipo                   | Puntos | J | G | E | P | GF | GC | DG |
| ------------------- | ------------------------ | ------ | - | - | - | - | -- | -- | -- |
| 1                   | Urawa Red Diamonds       | 11     | 5 | 3 | 2 | 0 | 12 | 5  | +7 |
| 2                   | AC Nagano Parceiro       | 11     | 5 | 3 | 2 | 0 | 7  | 4  | +3 |
| 3                   | Chifure AS Elfen Saitama | 5      | 5 | 1 | 2 | 2 | 6  | 8  | -2 |
| 4                   | Mynavi Sendai            | 5      | 5 | 1 | 2 | 2 | 5  | 8  | -3 |
| 5                   | Omiya Ardija Ventus      | 4      | 5 | 1 | 1 | 3 | 4  | 6  | -2 |
| 6                   | Albirex Niigata          | 4      | 5 | 1 | 1 | 3 | 5  | 8  | -3 |
| Fuente: weleague.jp |                          |        |   |   |   |   |    |    |    |

| 20 de agosto de 2022 Fecha 1 | Albirex Niigata | 1–1     | Chifure AS Elfen Saitama | Shibata                                         |  |
|                              |                 | Reporte |                          | Estadio: Shibata Ijimino Park Athletics Stadium |  |

| 20 de agosto de 2022 Fecha 1 | AC Nagano Parceiro | 1–1     | Mynavi Sendai | Nagano                    |  |
|                              |                    | Reporte |               | Estadio: Nagano U Stadium |  |

| 21 de agosto de 2022 Fecha 1 | Omiya Ardija Ventus | 2–2     | Urawa Red Diamonds | Saitama                |  |
|                              |                     | Reporte |                    | Estadio: Estadio Ōmiya |  |

| 27 de agosto de 2022 Fecha 2 | Urawa Red Diamonds | 4–1     | Albirex Niigata | Saitama                       |  |
|                              |                    | Reporte |                 | Estadio: Urawa Komaba Stadium |  |

| 27 de agosto de 2022 Fecha 2 | AC Nagano Parceiro | 1–0     | Omiya Ardija Ventus | Nagano                    |  |
|                              |                    | Reporte |                     | Estadio: Nagano U Stadium |  |

| 3 de septiembre de 2022 Fecha 3 | Mynavi Sendai | 0–2     | Albirex Niigata | Ishinomaki                       |  |
|                                 |               | Reporte |                 | Estadio: Seihoku Park Ishinomaki |  |

| 3 de septiembre de 2022 Fecha 3 | Urawa Red Diamonds | 2–2     | AC Nagano Parceiro | Saitama                       |  |
|                                 |                    | Reporte |                    | Estadio: Urawa Komaba Stadium |  |

| 3 de septiembre de 2022 Fecha 3 | Omiya Ardija Ventus | 1–2     | Chifure AS Elfen Saitama | Saitama                |  |
|                                 |                     | Reporte |                          | Estadio: Estadio Ōmiya |  |

| 11 de septiembre de 2022 Fecha 4 | Mynavi Sendai | 3–3     | Chifure AS Elfen Saitama | Sendai                     |  |
|                                  |               | Reporte |                          | Estadio: Estadio de Sendai |  |

| 18 de septiembre de 2022 Fecha 5 | Urawa Red Diamonds | 2–0     | Mynavi Sendai | Saitama                       |  |
|                                  |                    | Reporte |               | Estadio: Urawa Komaba Stadium |  |

| 19 de septiembre de 2022 Fecha 5 | Albirex Niigata | 0–1     | Omiya Ardija Ventus | Shibata                                   |  |
|                                  |                 | Reporte |                     | Estadio: Shibata Ijimino Athletic Stadium |  |

| 19 de septiembre de 2022 Fecha 5 | Chifure AS Elfen Saitama | 0–1     | AC Nagano Parceiro | Kumagaya                           |  |
|                                  |                          | Reporte |                    | Estadio: Kumagaya Athletic Stadium |  |

| 24 de septiembre de 2022 Fecha 6 | Mynavi Sendai | 1–0     | Omiya Ardija Ventus | Onagawa                  |  |
|                                  |               | Reporte |                     | Estadio: Onagawa Stadium |  |

| 24 de septiembre de 2022 Fecha 6 | AC Nagano Parceiro | 2–1     | Albirex Niigata | Nagano                    |  |
|                                  |                    | Reporte |                 | Estadio: Nagano U Stadium |  |

| 25 de septiembre de 2022 Fecha 6 | Chifure AS Elfen Saitama | 0–2     | Urawa Red Diamonds | Kumagaya                           |  |
|                                  |                          | Reporte |                    | Estadio: Kumagaya Athletic Stadium |  |

### Grupo B
|                     | Equipo                            | Puntos | J | G | E | P | GF | GC | DG |
| ------------------- | --------------------------------- | ------ | - | - | - | - | -- | -- | -- |
| 1                   | Nippon TV Tokyo Verdy Beleza      | 8      | 4 | 2 | 2 | 0 | 9  | 3  | +6 |
| 2                   | INAC Kobe Leonessa                | 8      | 4 | 2 | 2 | 0 | 7  | 5  | +2 |
| 3                   | JEF United Chiba                  | 5      | 4 | 1 | 2 | 1 | 5  | 5  | 0  |
| 4                   | Nojima Stella Kanagawa Sagamihara | 2      | 4 | 0 | 2 | 2 | 3  | 6  | -3 |
| 5                   | Sanfrecce Hiroshima Regina        | 2      | 4 | 0 | 2 | 2 | 5  | 10 | -5 |
| Fuente: weleague.jp |                                   |        |   |   |   |   |    |    |    |

| 20 de agosto de 2022 Fecha 1 | INAC Kobe Leonessa | 3–2     | JEF United Chiba | Sakai                                |  |
|                              |                    | Reporte |                  | Estadio: J-GREEN SAKAI S1 Main Field |  |

| 27 de agosto de 2022 Fecha 2 | JEF United Chiba | 0–0     | Tokyo Verdy Beleza | Chiba                        |  |
|                              |                  | Reporte |                    | Estadio: Fukuda Denshi Arena |  |

| 28 de agosto de 2022 Fecha 2 | Nojima Stella | 0–0     | INAC Kobe Leonessa | Sagamihara                       |  |
|                              |               | Reporte |                    | Estadio: Sagamihara Gion Stadium |  |

| 4 de septiembre de 2022 Fecha 3 | JEF United Chiba | 2–1     | Nojima Stella | Chiba                        |  |
|                                 |                  | Reporte |               | Estadio: Fukuda Denshi Arena |  |

| 4 de septiembre de 2022 Fecha 3 | Sanfrecce Hiroshima | 1–5     | Tokyo Verdy Beleza | Hiroshima                                           |  |
|                                 |                     | Reporte |                    | Estadio: Hiroshima Koiki Park Football Stadium No.1 |  |

| 10 de septiembre de 2022 Fecha 4 | Tokyo Verdy Beleza | 2–2     | INAC Kobe Leonessa | Kita                                |  |
|                                  |                    | Reporte |                    | Estadio: Ajinomoto Field Nishigaoka |  |

| 10 de septiembre de 2022 Fecha 4 | Nojima Stella | 2–2     | Sanfrecce Hiroshima | Sagamihara                       |  |
|                                  |               | Reporte |                     | Estadio: Sagamihara Gion Stadium |  |

| 17 de septiembre de 2022 Fecha 5 | Tokyo Verdy Beleza | 2–0     | Nojima Stella | Tama                           |  |
|                                  |                    | Reporte |               | Estadio: Tama Athletic Stadium |  |

| 20 de septiembre de 2022 Fecha 5 | Sanfrecce Hiroshima | 1–1     | JEF United Chiba | Hiroshima                                           |  |
|                                  |                     | Reporte |                  | Estadio: Hiroshima Koiki Park Football Stadium No.1 |  |

| 25 de septiembre de 2022 Fecha 6 | INAC Kobe Leonessa | 2–1     | Sanfrecce Hiroshima | Sakai                                |  |
|                                  |                    | Reporte |                     | Estadio: J-GREEN SAKAI S1 Main Field |  |

## Final
| 1 de octubre de 2022 Final | Urawa Red Diamonds | 3–3 (4–2 p) | Tokyo Verdy Beleza | Kita, Tokio                         |  |
|                            |                    | Reporte     |                    | Estadio: Ajinomoto Field Nishigaoka |  |

|                                        |
|                                        |
| Campeón Urawa Red Diamonds 1.er título |